# Arijit Singh
Arijit Singh (in hindī अरिजीत सिंह; in bengali অরিজিৎ সিং; Jiaganj Azimganj, 25 aprile 1987) è un cantante indiano, figura di spicco della musica cinematografica hindi contemporanea, è vincitore di numerosi riconoscimenti, tra cui due National Film Awards e sette Filmfare Awards.
Singh ha iniziato la sua carriera partecipando al reality show Fame Gurukul nel 2005. Ha debuttato nel cinema hindi nel 2011 con la canzone "Phir Mohabbat" per il film Murder 2. Ha ottenuto un'ampia notorietà con l'uscita di "Tum Hi Ho" dal film Aashiqui 2 nel 2013, che gli è valso il suo primo Filmfare Award come Miglior Cantante Maschile in Playback. Ha vinto per due volte il National Film Award come Miglior Cantante Maschile in Playback per le canzoni "Binte Dil" da Padmaavat (2018) e "Kesariya" da Brahmāstra: Part One - Shiva (2022).
Spotify lo ha consacrato come l'artista indiano più riprodotto sul servizio musicale per cinque anni consecutivi (2020–2024). Ad aprile 2025, è l'artista più seguito a livello globale su Spotify, con oltre 147 milioni di seguaci.

## Biografia

### Primi anni e formazione
Arijit Singh è nato il 25 aprile 1987 a Jiaganj, Murshidabad, nel Bengala Occidentale, da Kakkar Singh, un padre sikh punjabi, e Aditi Singh, una madre hindu bengalese. La sua famiglia paterna proveniva da Lahore durante la partizione dell'India.
Ha iniziato la sua formazione musicale in tenera età a casa. Sua zia materna era esperta di musica classica indiana, e sua nonna materna cantava. Suo zio materno suonava la tabla, strumento suonato anche da sua madre, che era anche una cantante. Ha studiato alla Raja Bijay Singh High School e successivamente allo Sripat Singh College, un affiliato dell'Università di Kalyani. Secondo le sue parole, era uno "studente decente, ma si interessava di più alla musica", e i suoi genitori decisero di fargli ricevere una formazione professionale. Ha studiato musica classica indiana con Rajendra Prasad Hazari e tabla con Dhirendra Prasad Hazari. Birendra Prasad Hazari gli ha insegnato il Rabindra Sangeet (canzoni scritte e composte da Rabindranath Tagore) e la musica pop. All'età di nove anni, ha ottenuto una borsa di studio dal governo per la formazione vocale nella musica classica indiana.
Crescendo, ascoltava Mozart, Beethoven e musica classica bengalese. I suoi idoli erano musicisti come Bade Ghulam Ali Khan, Ustad Rashid Khan, Zakir Hussain e Anand Chatterjee, e amava ascoltare Kishore Kumar, Hemant Kumar e Manna Dey.

## Carriera

### Gli inizi (2005–2009)
La carriera musicale di Singh è iniziata quando il suo guru, Rajendra Prasad Hazari, che riteneva che "la musica classica indiana fosse una tradizione in via di estinzione", insistette affinché lasciasse la sua città natale per partecipare al reality show Fame Gurukul nel 2005, all'età di 18 anni. Fu eliminato tramite il televoto del pubblico, classificandosi al sesto posto.
Durante lo show, il regista Sanjay Leela Bhansali riconobbe il suo talento e gli fece cantare "Yun Shabnami", una canzone destinata al suo film Saawariya. Durante la produzione, tuttavia, la sceneggiatura fu modificata e la versione di Singh fu rimossa. Dopo Fame Gurukul, firmò un contratto con l'etichetta Tips per un album che non fu mai pubblicato.
Partecipò a un altro reality show, 10 Ke 10 Le Gaye Dil, e vinse. Nel 2006 si trasferì a Mumbai per lavorare come freelance, investendo il premio in denaro per costruire il suo studio di registrazione. Iniziò a lavorare come produttore musicale, componendo musica e cantando per spot pubblicitari, canali di notizie e stazioni radio. Durante i suoi primi anni di carriera, lavorò come programmatore musicale per direttori musicali come Shankar-Ehsaan-Loy, Vishal-Shekhar, Mithoon, Monty Sharma e Pritam.

### Debutto eAashiqui 2(2010–2013)
Nel 2011, Singh ha fatto il suo debutto musicale a Bollywood con la composizione di Mithoon, "Phir Mohabbat" dal film Murder 2, registrata nel 2009 ma pubblicata solo due anni dopo. Nello stesso anno, mentre lavorava alla programmazione della canzone "Raabta" dal film Agent Vinod, Pritam gli chiese di cantare una parte del brano, che fu mantenuta in tutte le versioni.
La sua svolta arrivò con Aashiqui 2 (2013), dove fu una delle voci principali. La canzone "Tum Hi Ho" lo portò alla ribalta, facendogli vincere numerosi premi, tra cui il suo primo Filmfare Award per il Miglior Cantante Maschile in Playback. Nello stesso anno, consolidò il suo successo con canzoni come "Dilliwaali Girlfriend" e "Kabira" per il film Yeh Jawaani Hai Deewani.

### Affermazione e successo continuo (2014–oggi)
Nel 2014, Singh ha collaborato con alcuni dei suoi direttori musicali preferiti, Sajid-Wajid e A. R. Rahman. Ha cantato successi come "Samjhawan" (Humpty Sharma Ki Dulhania), "Mast Magan" (2 States) e "Humdard" (Ek Villain).
Nel 2015, ha debuttato nella musica tamil e ha cantato brani molto popolari come "Sooraj Dooba Hain" (Roy) e la romantica "Agar Tum Saath Ho" (Tamasha), composta da A. R. Rahman. Per il film Dilwale, ha interpretato le celebri canzoni "Gerua" e "Janam Janam".
Negli anni successivi, ha continuato a dominare le classifiche con brani di enorme successo come "Channa Mereya" (Ae Dil Hai Mushkil, 2016), "Zaalima" (Raees, 2017) e "Binte Dil" (Padmaavat, 2018), che gli è valso il suo primo National Film Award.
Nel 2019, ha pubblicato hit come "Ve Maahi" (Kesari), "Tujhe Kitna Chahne Lage" (Kabir Singh) e "Ghungroo" (War). Nel 2021, ha debuttato come compositore musicale per il film Pagglait.
Il 2022 è stato un anno particolarmente significativo, con l'uscita di "Kesariya" dal film Brahmāstra: Part One – Shiva. La canzone ha battuto record di streaming, diventando la prima canzone indiana a superare i 500 milioni di stream su Spotify, e gli ha garantito il suo secondo National Film Award.
Negli anni più recenti, ha continuato a prestare la sua voce per grandi successi cinematografici, tra cui "Jhoome Jo Pathaan" (Pathaan, 2023), "Chaleya" (Jawan, 2023), che è entrata nella Canadian Hot 100, e "Satranga" (Animal, 2023).

## Stile musicale e vocale
Arijit Singh è noto per la sua versatilità e la sua capacità di spaziare tra generi diversi, dalla musica romantica al folk, dal qawwali al pop. In un'intervista, ha descritto la sua voce come "nasale" e ritiene che si adatti a tutti gli attori. Shekhar Ravjiani del duo Vishal–Shekhar ha lodato la sua "straordinaria tessitura vocale" e "l'anima che mette in ogni canzone". Molti critici descrivono la sua voce come "grezza e granulosa", ma allo stesso tempo "profonda e piena di sentimento".
Nonostante sia spesso etichettato come "cantante romantico", Singh ha dimostrato la sua versatilità con brani di generi molto diversi. Insiste sulla presenza dei parolieri durante le sessioni di registrazione per comprendere appieno il significato e l'emozione dietro ogni canzone.

## Vita privata
Nel 2014, Singh ha sposato Koel Roy, un'amica d'infanzia. La coppia vive ad Andheri, un sobborgo di Mumbai. Oltre alla musica, Singh è un appassionato giocatore di badminton, scrittore, cinefilo e documentarista. È un grande tifoso di calcio e sostenitore del Manchester United F.C..
Sua madre, Aditi Singh, è deceduta il 20 maggio 2021 a causa di un ictus cerebrale all'età di 52 anni.

## Discografia parziale
- 2013 – Tum Hi Ho
- 2014 – Muskurane
- 2014 – Samjhawan
- 2015 – Gerua
- 2015 – Sooraj Dooba Hain
- 2015 – Agar Tum Saath Ho
- 2016 – Channa Mereya
- 2016 – Ae Dil Hai Mushkil
- 2017 – Zaalima
- 2017 – Phir Bhi Tumko Chaahunga
- 2018 – Binte Dil
- 2018 – Tera Yaar Hoon Main
- 2019 – Khairiyat
- 2019 – Ghungroo
- 2020 – Shayad
- 2022 – Kesariya
- 2022 – Apna Bana Le
- 2023 – Jhoome Jo Pathaan
- 2023 – Tere Pyaar Mein
- 2023 – Chaleya
- 2023 – Satranga